# Puodžiai
Puodžiai är en ort i Litauen. Den ligger i den södra delen av landet, 60 km sydväst om huvudstaden Vilnius. Puodžiai ligger 141 meter över havet och antalet invånare är 322.
Terrängen runt Puodžiai är platt, och sluttar söderut. Runt Puodžiai är det glesbefolkat, med 13 invånare per kvadratkilometer. Närmaste större samhälle är Varėna, 15,4 km söder om Puodžiai. I omgivningarna runt Puodžiai växer i huvudsak blandskog.